# Referéndum constitucional de Togo Oriental de 1958
Un referéndum constitucional para aprobar una nueva constitución en Francia tuvo lugar en Togolandia francesa el 28 de septiembre de 1958 como parte de un referéndum más amplio realizado en la Unión Francesa. A diferencia de otros territorios franceses, la elección estuvo restringida a electores franceses, con solo 2 217 personas permitidas para votar en una población de 1 284 000.

## Resultados
| Opción                              | Votos | %    |
| ----------------------------------- | ----- | ---- |
| A favor                             | 1 775 | 92,6 |
| En contra                           | 142   | 7,4  |
| Votos en blanco/nulos               | 32    | –    |
| Total                               | 1 949 | 100  |
| Electores registrados/participación | 2 217 | 87,9 |
| Fuente: Sternberger et al,          |       |      |